# ضع بصمتك (برنامج)
برنامج ضع بصمتك هو برنامج تلفزيوني على قناة اقرأ يقدمه الداعية الإسلامي السعودي محمد العريفي.ويعض البرنامج أدوار للإنسان يمكنه من خلالها إظهار قدراته في وضع بصمة له على كل شيء. ويوضح الشيخ من خلاله أهمية الفرد وتأثيره بالمجتمع ويعلم كل شخص كيف أن يتحول من شخص سلبي إلى صاحب تأثير ونفع لمن حوله وهو مباشر وأسبوعي بقناة اقرأ الفضائية[1] وأول حلقات البرنامج كانت في 2008-10-31 وهي حلقة تعريفية بالبرنامج.

## فكرة البرنامج
برنامج متميز ورائد وعملي وتفاعلي من خلال طرح وتبني مشاريع حيوية بناءة وإيجابية تثمن روح العمل والمشاركة والإيجابية ويعرض على المشاهدين في كل أسبوع فكرة ومشروع تطوعي خيري ويطلب منهم تنفيذ هذا المشروع وتصويره بكاميرا الجوال أو أي كاميرا ممكنة وإرساله بالإيميل عبر موقع البرنامج فيعرض للمشاركة في الحلقة التالية

## تسمية البرنامج
تأتي تسمية البرنامج بكلمة محفزة وهي أن تضع بصمتك أي إبداعك في أمر ما، ثم الاستمرار به، والتسمية قد تكون من محاضرة ألقاها الشيخ العريفي الأيام والأشهر الماضية.

## وقت العرض
يعرض البرنامج الجمعة الساعة 22:30 مكة المكرمة 19:30 GMT ويعاد السبت 14:00 ويوم الاثنين 16:00 مكة المكرمة

## حلقات البرنامج
ضع بصمتك مع في صلاة الجمعة
ضع بصمتك مع الأيتام
إدخال السرور على المسلم
ضع بصمتك مع المعاقين
صلاة الفجر
الإعاقة العقلية
الرقية الشرعية 
القرآن وشفاء الأمراض
الإجازة الصيفية
عيد المسلمين وما يشرع فيه
الخمر
حفظ النعمة
نشر الخير
المساجد
المرضى النفسيين
الرقية الشرعية 1
نشر الخير عن طريق الإنترنت
الإسلام
الحجاب
الإطعام الخيري
صلاة الفجر
الإعاقة العقلية
الحب وأسبابه وأخباره
الحجاب ووضوابطه
الإعاقة العقلية
الإعاقة
الرقية الشرعية 2
الشفاء بالقرآن
ادخال السرور على الآخرين
الرقية الشرعية
إصلاح ذات البين
الإحسان
الصلاة
واجبنا نحو غزة
متابعة لأحداث غزة
ما يحدث لأخواننا في غزة
قراءة القرآن
كيف يضع بصمته في الحج
أعمال الخير
ضع بصمتك في الطب
تعريف بالبرنامج
مساعدة المحتاجين
مساعدة المرضى

## الفيسبوك
وقامت أحد المتابعات للبرنامج بعمل مجموعة للبرنامج على موقع الدردشة الفيسبوك، وهي ذات طلب عالي في الموقع 

## مسابقة البرنامج
ومن مميزات البرنامج وجود مسابقة بحيث يقوم المشاهدون بارسال لقطات فيديو عن مواقف لبصماتهم في الحياة، ويتم اختيار أفضل لقطتين (عن طريق الالمحاضر والحاضرين) ويتم مكافأة الفائزَين بجائزة مقدارها 1000 ريال سعودي لكل واحد منهم 500 ريال.

## وصلات خارجية
- صفحة ضع بصمتك الرسمية على فيسبوك  على فيسبوك.
- صفحة البرنامج على موقع القناة نسخة محفوظة 27 أبريل 2020 على موقع واي باك مشين.
- موقع مجلة ضع بصمتك
- موقع الشيخ العريفي
- صفحة محاضرة ضع بصمتك على موقع الشيخ العربفي التي انبثق منها اسم البرنامج تحميل المحاضرة rm
- حلقات البرنامج فيديو